# Фріцлар
Фріцлар (нім. Fritzlar) — місто в Німеччині, знаходиться в землі Гессен. Підпорядковується адміністративному округу Кассель. Входить до складу району Швальм-Едер.
Площа — 88,79 км2. Населення становить 14 805 ос. (станом на 31 грудня 2020).